# Tîhîi Stav, Șîroke
Tîhîi Stav (în ucraineană Тихий Став) este un sat în așezarea urbană Mîkolaiivka din raionul Șîroke, regiunea Dnipropetrovsk, Ucraina.

## Demografie
Componența lingvistică a localității Tîhîi Stav
     Ucraineană (94,56%)
     Rusă (4,94%)
     Alte limbi (0,33%)
Conform recensământului din 2001, majoritatea populației localității Tîhîi Stav era vorbitoare de ucraineană (94,56%), existând în minoritate și vorbitori de rusă (4,94%).